# Asociación de Universidades Jesuitas

La Asociación de Universidades Jesuitas (Association of Jesuit Colleges and Universities -AJCU- en inglés) es una organización de voluntariado al servicio de sus instituciones miembros, las 28 universidades de la Compañía de Jesús en los Estados Unidos, y de sus instituciones asociadas, 2 escuelas de estudios superiores. Tiene su sede en Washington D. C..

## Instituciones Miembros
| Fundación | Universidad                         | Estado              |
| --------- | ----------------------------------- | ------------------- |
| 1789      | Universidad de Georgetown           | D.C.                |
| 1818      | Universidad de San Luis             | Misuri              |
| 1830      | Spring Hill College                 | Alabama             |
| 1831      | Universidad Xavier                  | Ohio                |
| 1841      | Universidad de Fordham              | Nueva York          |
| 1843      | College of the Holy Cross           | Massachusetts       |
| 1851      | Universidad de San José             | Pensilvania         |
| 1851      | Universidad de Santa Clara          | California          |
| 1852      | Universidad Loyola Maryland         | Maryland            |
| 1855      | Universidad de San Francisco        | California          |
| 1863      | Boston College                      | Massachusetts       |
| 1870      | Universidad Canisius                | Nueva York          |
| 1870      | Universidad Loyola Chicago          | Illinois            |
| 1872      | Universidad de San Pedro            | Nueva Jersey        |
| 1877      | Universidad Régis                   | Colorado            |
| 1877      | Universidad de Detroit Misericordia | Míchigan            |
| 1878      | Universidad Creighton               | Nebraska            |
| 1881      | Universidad Marquette               | Wisconsin           |
| 1886      | Universidad John Carroll            | Ohio                |
| 1887      | Universidad Gonzaga                 | Washington          |
| 1888      | Universidad de Scranton             | Pensilvania         |
| 1891      | Universidad de Seattle              | Washington          |
| 1910      | Universidad de Rockhurst            | Misuri              |
| 1911      | Universidad Loyola Marymount        | California          |
| 1912      | Universidad Loyola Nueva Orleans    | Luisiana            |
| 1942      | Universidad de Fairfield            | Connecticut         |
| 1946      | Le Moyne College                    | Nueva York          |
| 1954      | Universidad Jesuita Wheeling        | Virginia Occidental |

## Instituciones Asociadas
- Escuela Jesuita de Teología en Berkeley
- Escuela Jesuita de Teología Weston

## Galería de fotos

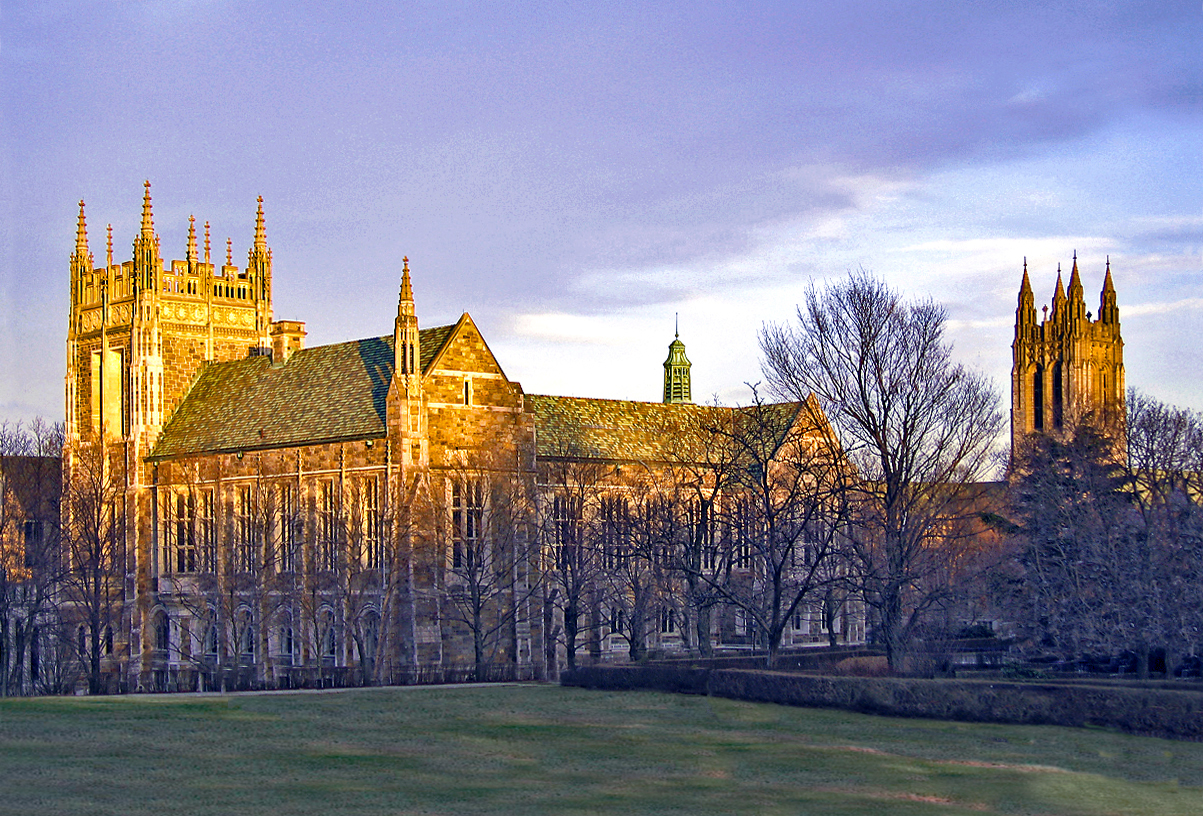
Boston College
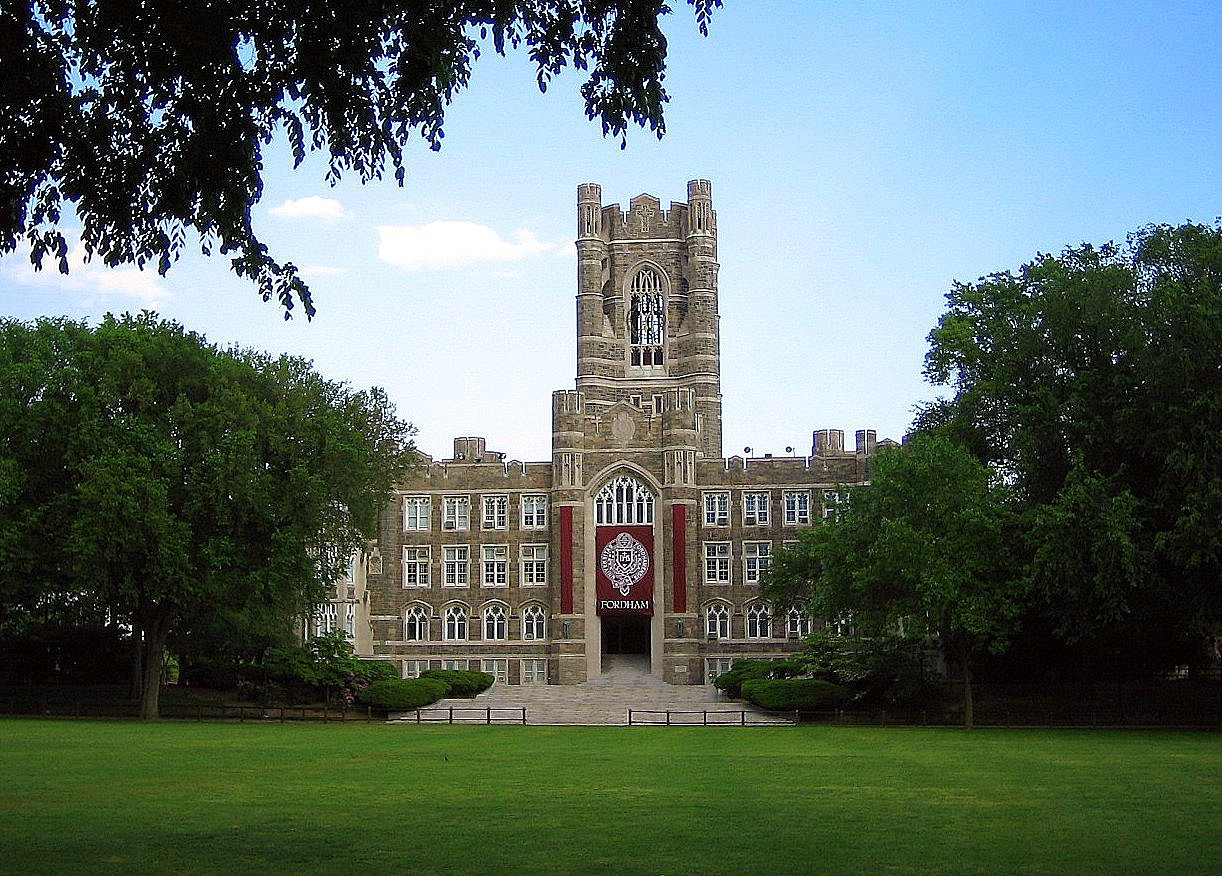
Universidad de Fordham
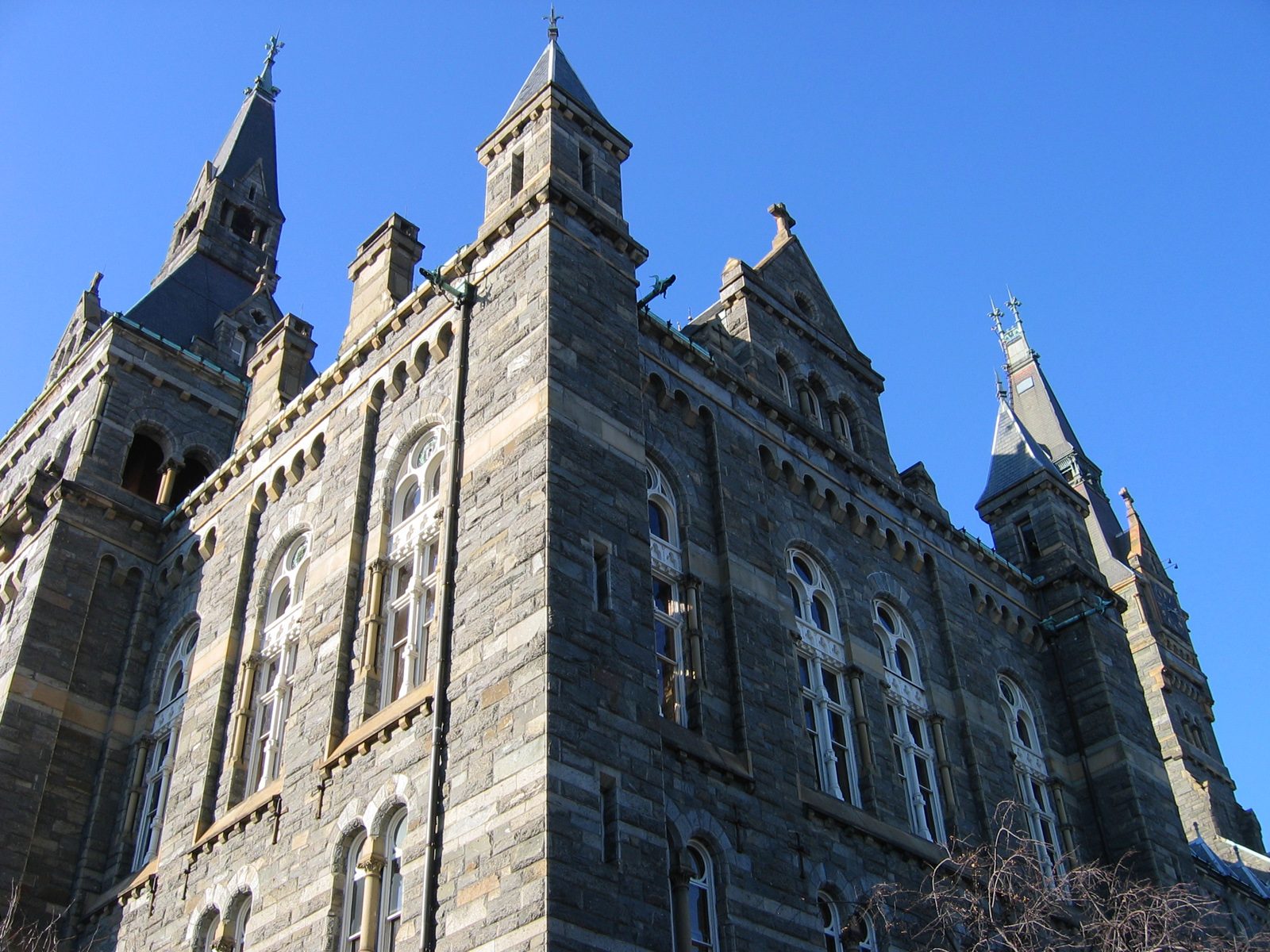
Universidad de Georgetown
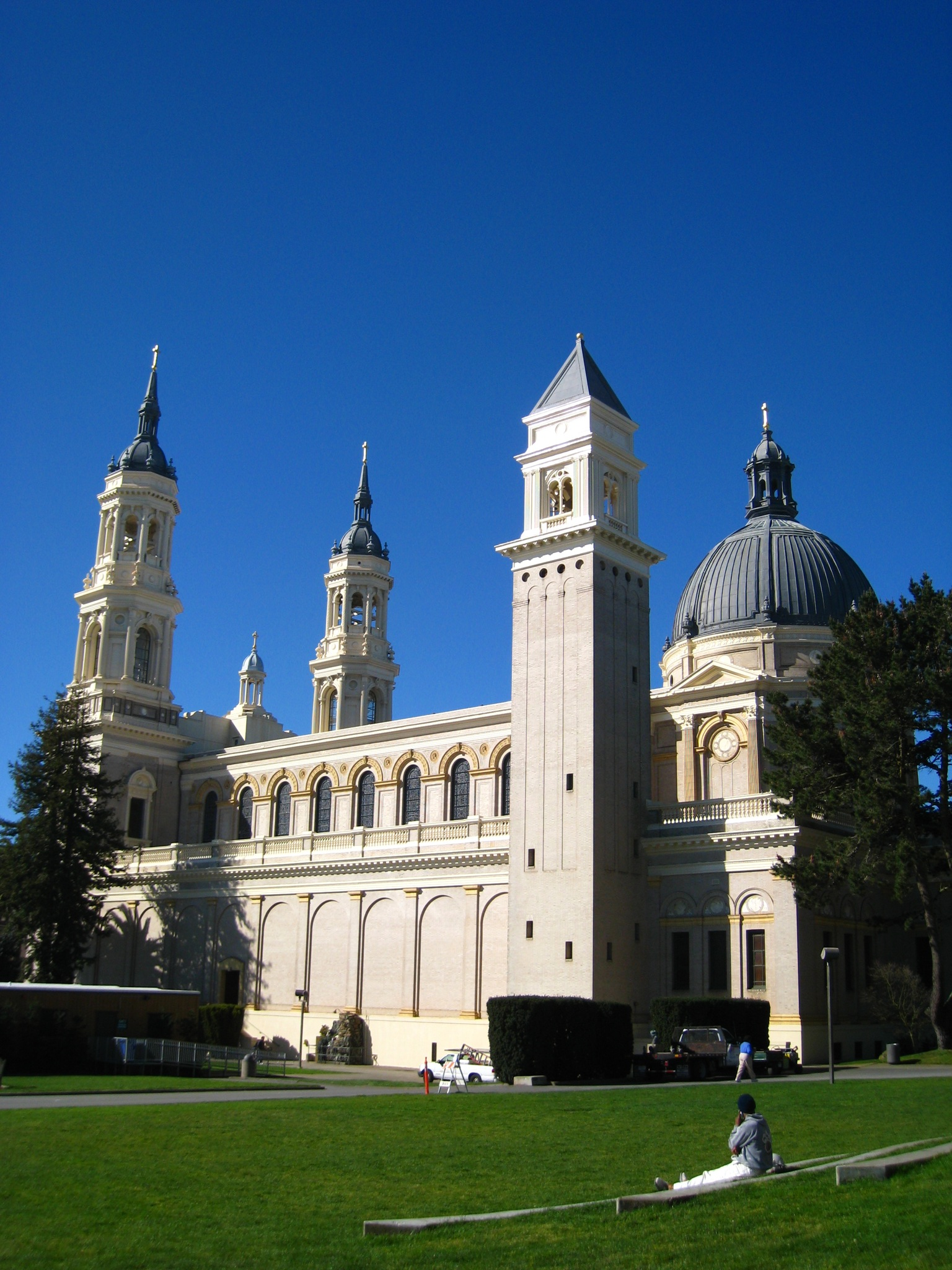
Universidad de San Francisco

- Datos: Q743945
- Multimedia: Association of Jesuit Colleges and Universities / Q743945